# Parafilia
La parafilia (del griego clásico παρά [pará] ‘anormal’, ‘defectuoso’, ‘incorrecto’, ‘al margen de’, ‘inadmisible’, ‘impropio’ y -φιλία [-philía] ‘inclinación excesiva o exagerada’, ‘atracción sexual enfermiza o incontrolable’), anteriormente conocida como perversión sexual y desviación sexual, es todo aquel patrón de comportamiento sexual vinculado con objetos, situaciones, actividades o individuos atípicos. No existe un consenso para establecer un límite preciso entre el interés sexual inusual y la parafilia. Incluso existe debate sobre si alguna de las consideradas parafilias deberían figurar en los manuales de diagnóstico o no.
El número y taxonomía de las parafilias también es controvertido; algunas fuentes listan hasta 549 tipos de parafilias. El DSM-5 tiene especificados ocho desórdenes parafílicos. Se han propuesto varias subclasificaciones de las parafilias, pero algunos argumentan que un enfoque psicológico completo podría reflejar mejor la evidencia.
En 1987 la Asociación Estadounidense de Psiquiatría (American Psychiatric Association) eliminó el término perversión del Manual diagnóstico y estadístico de los trastornos mentales y de la terminología psiquiátrica mundial. Desde esa fecha en adelante se denominan parafilias.
Las consideraciones acerca del comportamiento considerado parafílico dependen de las convenciones sociales imperantes en una época y lugar determinados. Ciertas prácticas sexuales, como el sexo oral o la masturbación, fueron consideradas parafilias hasta mediados del siglo XX, aunque hoy en día se consideran prácticas no parafílicas, siempre que la actividad del sujeto no se limite únicamente a ellas. Por ello resulta imposible elaborar un catálogo definitivo de las parafilias.
Las definiciones más usuales recogen comportamientos como la pedofilia, el sadismo, el masoquismo, el exhibicionismo, el voyerismo, la zoofilia, la coprofilia, la necrofilia, el fetichismo, el frotismo, la podofilia, dendrofilia, entre otros.

## Parafilia versus erotismo
Cabe destacar que la práctica de algunas conductas sexuales inofensivas aunque poco comunes no implica una parafilia por sí misma. No se vive en una situación de parafilia si la práctica sexual poco habitual cumple estas tres condiciones:
- Estas prácticas sexuales no son la única forma con la cual la persona alcanza goce sexual y puede obtener un orgasmo, sino que sean solo una forma de sexo casual, voluntaria y no indispensable ni obsesiva para la práctica sexual. Por ejemplo, una pareja que practica el sadomasoquismo o la asfixiofilia con cierta regularidad, pero pueden sostener otro tipo de relaciones sexuales si así lo desean. En estos casos el fetiche se convierte únicamente en una práctica erótica que «condimenta» la relación, pero no constituye el centro de la relación en sí, pero es algo que aún no se sabe.
- Si estas prácticas sexuales no causan daño físico, psicológico, económico, etc., a la persona que la practica o a las personas que están involucradas en la práctica. Se torna patológica cuando afecta nocivamente de forma objetiva la vida de la persona practicante, de quienes la rodean o de la sociedad en general. Ejemplo: un sádico sexual es inofensivo en tanto que sus parejas, adultas voluntarias, participen consentidamente en el acto sexual con las medidas de seguridad adecuadas. Se torna peligroso y parafílico cuando el sádico está descontrolado y se aboca a violar y torturar víctimas indefensas.
- Cuando los involucrados son personas conscientes y voluntarias que participan del acto de forma consensuada. Esto, naturalmente, es imposible en algunas parafilias claramente transgresoras donde el objeto de placer del paráfilo no está en condiciones nunca de dar su aprobación y la relación sexual siempre puede causar daño como en la pedofilia, la zoofilia el frotismo y la somnofilia.

En síntesis no toda práctica erótica poco tradicional es una parafilia. Se torna como tal cuando deja de ser saludable y controlable por el individuo y cuando es evidentemente destructiva y enfermiza. Aquel que «guste de esposar a su pareja a la cama de vez en cuando» no es parafílico como sí lo sería aquel «incapaz de tener relaciones si la persona no está esposada a la cama».

## Origen de las parafilias
Se han postulado diferentes teorías respecto a las posibles causas de la parafilia, especialmente porque se han registrado todo tipo de parafilias, algunas hasta por objetos y circunstancias claramente no sexuales.
El sexólogo Magnus Hirschfeld considera que la atracción sexual siempre se desarrolla con base a diferentes estímulos individuales del medio. En este sentido todo ser humano tiene parafilias o fetiches normales y saludables como sería un hombre heterosexual que siente preferencia hacia las mujeres morenas sobre las pelirrojas o hacia las gordas sobre las delgadas, y viceversa. Estos patrones sexuales pueden incluir no solo aspectos físicos sino objetos (ropa, lencería, uniformes, etc.). Para Hirschfeld el fetiche se torna patológico cuando se sobrevalora uno de estos objetos individuales, por ejemplo, los zapatos.
El psicoanalista Donald Winnicott consideraba el origen de los fetiches y parafilias en el objeto transicional. La tenencia de un objeto transicional es normal y sana en casi todos los seres humanos durante su niñez, pero en algunos casos se torna sexual. En todo caso la teoría del psicoanálisis considera que cualquier trauma infantil puede producir un impacto en el inconsciente que posteriormente se traduciría en una práctica neurótica o perversa; es la proyección de la libido.
Para algunos conductistas las parafilias y fetichismos son producto del condicionamiento clásico, cuando una persona está expuesta a una práctica sexual específica asociándola a un objeto, sujeto o circunstancia de forma tal que la gratificación sexual se asocia a este condicionamiento. Es decir, de forma similar a como Iván Pávlov logra que un perro asocie el sonido de una campana con alimento y esto hace que el perro salive, un fetichista es alguien que está condicionado para creer que los latigazos en la espalda producen placer sexual.
La teoría de que las parafilias surgen por abusos sexuales no está del todo probada y se considera coloquialismo. La idea de que todos los pedófilos fueron objeto de abusos cuando eran niños no está del todo comprobada, aunque se han encontrado correlaciones entre personas que sufrieron abuso sexual y luego repitieron este abuso en otros. Aun así, ni todos los abusadores fueron abusados, ni todos los abusados se vuelven abusadores. No obstante, el psicoanálisis postula que los traumas infantiles pueden generar conductas patológicas posteriores, a través de un mecanismo psíquico que denominan compulsión de repetición y que podría explicar el origen de algunas parafilias. Algunos psicoanalistas[¿quién?] incluso postularon teorías respecto a la correlación entre estímulos sexuales tanto placenteros como traumáticos en determinadas etapas del desarrollo psicosexual con ciertas parafilias, por ejemplo, el sadomasoquismo estaría en relación con la fase anal, ya que el sadomasoquismo encuentra placer en el control y la fase anal es aquella donde el niño obtiene goce erótico al lograr controlar su cuerpo (en general, el control de esfínteres es la tarea evolutiva que se instala como metáfora de cualquier control), y así sucesivamente.

## La parafilia en elsigloXXI: Las nuevas tecnologías
El desarrollo de las nuevas tecnologías en el último siglo ha desarrollado un aumento de trastornos relacionados con Internet. 
Numerosas investigaciones han observado que se ha desarrollado un nuevo trastorno relacionado con la sexualidad, sobre todo en jóvenes, una posible nueva parafilia (La chato-filia ) o una excitación a través de la redes sociales de carácter morboso y pornográfico.
En el cibersexo se experimenta la estimulación sexual mientras se mantiene contacto sexual con otra persona. La pornografía sin embargo se caracteriza por el voyerismo, una visualización de todo tipo de contenido de actos sexuales desde internet donde se alimenta a la reproducción de un nuevo trastorno, como puede ser excitarse hoy en día en internet visualizando la práctica de sexo entre dos personas.